# IC 479
IC 479 ist eine Balken-Spiralgalaxie vom Hubble-Typ SBc im Sternbild Zwillinge auf der Ekliptik. Sie ist schätzungsweise 354 Millionen Lichtjahre von der Milchstraße entfernt und hat einen Durchmesser von etwa 75.000 Lichtjahren. 

Im selben Himmelsareal befinden sich u. a. die Galaxien IC 478, IC 480 und IC 2208.
Das Objekt wurde am 2. März 1892 vom französischen Astronomen Stéphane Javelle entdeckt.